# Volta a Llombardia 1984
La Volta a Llombardia 1984 fou la 78a edició de la clàssica ciclista Volta a Llombardia. La cursa es va disputar el diumenge 13 d'octubre de 1984, sobre un recorregut de 251 km. El vencedor final fou el francès Bernard Hinault, per davant de Ludo Peeters i Teun van Vliet.

## Classificació general
|    | Ciclista             | Equip                           | Temps     |
| -- | -------------------- | ------------------------------- | --------- |
| 1  | Bernard Hinault      | La Vie Claire-Terraillon        | 6h 08' 50 |
| 2  | Ludo Peeters         | Kwantum Hallen-Yoko             | + 58"     |
| 3  | Teun van Vliet       | Dries-Verandalux-Gios           | m. t.     |
| 4  | Tommy Prim           | Bianchi-Piaggio                 | m. t.     |
| 5  | Stephen Roche        | La Redoute                      | m. t.     |
| 6  | Adrie van der Poel   | Kwantum Hallen-Yoko             | m. t.     |
| 7  | Claude Criquielion   | Splendor-Mondial Moquettes-Marc | + 2'27"   |
| 8  | Jørgen Vagn Pedersen | Carrera-Inoxpran                | m. t.     |
| 9  | Emanuele Bombini     | Del Tongo-Colnago               | m. t.     |
| 10 | Iñaki Gastón         | Reynolds                        | + 2'34"   |